# Herningsholm
Herningsholm er en herregård fra år 1579 beliggende i Herning i den nordøstlige del af byen. Det er Hernings ældste bygning, og den blev oprindeligt bygget i renæssancestil af adelsmanden Josva von Qualen, der lod den opføre på et voldsted nær en å i et fugtigt engareal. Gården hed dengang Vig, men blev ombygget i 1754 og opført i enkel klassicistisk stil med anvendelse af de gamle herregårdsmure fra renæssancen. Hovedbygningens usymmetriske vinduer vidner om tiden fra før barokken gjorde sit indtog i Danmark.

## Herningsholm Museum
I dag rummer herregården Herningsholm Museum, der fortæller om forfatteren Steen Steensen Blichers liv og forfatterskab (1782-1848) på den jyske hede. Man kan bl.a. se flere af forfatterens originalmanuskripter og førsteudgaver af hans værker, ligesom man kan studere hvordan andre kunstnere gennem tiden, har illustreret hans bøger. Desuden findes en riddersal fra 1700-tallet med landskabsmalerier. Herningsholm er omgivet af en mindre herregårdspark med gangstier for offentligheden.
Museet flyttede ind i 1980 under navnet Blichermuseet. I 2017 tog Blichermuseet navneforandring.

## Herregårdens historie
Ved Herningsholm Å lå et næs der senere skulle give navn til både åen og herregården. Ca. fem år efter hovedbygningens færdiggørelse, i 1585, døde adelsmanden von Qualen og efterlod sig en enke Magdalene Olufsdatter Munk. Hun giftede sig efterfølgende med en ungarsk adelsmand ved navn Siegfried von Rindscheidt, der havde ry for at tugte egnens bønder hårdere end normalt for den tid. I 1609 blev han dømt og fængslet for hustrumishandling og måtte efterfølgende ende sine dage i Dragsholm Slots fangehuller i 1621. Omkring 130 år senere købte krigsråd Hans Ad. Høeg herregården og ombyggede den i 1754. Han blev adlet Hielmcrone i 1757. I 1925 videregav forfatteren og digteren Jeppe Aakjær sin omfattende blichersamling til udstilling i Herning og hermed blev grundstenen til Blichermuseet lagt. I 1941 rykkede Civilbeskyttelsestjenestens Udrykningskolonner ind på Herningsholm hvor det blev indtil 1966. 